# Pukguksong-1
El Pukguksong-1 o Pukkŭksŏng-1, Bukgeukseong-1 (coreano: 북극성1호, literalmente 'Estrella Polar-1'), alternativamente conocido como KN-11 en las agencias de inteligencia fuera de Corea del Norte, es un misil balístico lanzado desde submarino (SLBM) norcoreano de dos etapas lanzado que fue probado con éxito en vuelo el 24 de agosto de 2016.
Pukguksong-1 es reconocido oficialmente por Corea del Norte, Corea del Sur y Estados Unidos como un misil que pasó por una prueba completa y exitosa el 24 de agosto de 2016. Corea del Norte nunca ha anunciado el alcance operativo real y la carga útil, ya que esta información técnica probablemente se considere clasificada. La mayoría de los países hacen esto: por ejemplo, Estados Unidos considera el alcance operativo exacto de su SLBM actual, el UGM-133 Trident II, también como información clasificada.